# Christoph Werner (Grafiker)
Christoph Werner (* 1970 in Polen) ist ein deutscher Grafiker und Game Designer.
Er lebt seit 1980 in Nordrhein-Westfalen. Seit 1991 gestaltet er Grafiken am Computer. Er war von 1992 bis 1997 bei Blue Byte angestellt und fungierte dabei als Game Designer für die Grafiken und Animationen der ersten zwei Teile der Spielereihe Die Siedler. 
Christoph Werner hat zudem zahlreiche weitere Computerspiele gestaltet. Dazu gehören beispielsweise Risen 2 von Piranha Bytes oder Tom Clancy’s EndWar von Ubisoft auf Handhelds. Außerdem war er Art Director bei Ascaron Software in Gütersloh.
Heute arbeitet er als freier Grafiker und Designer.